# 얄츤 아크도안
얄츤 아크도안(튀르키예어: Yalçın Akdoğan, 1969년 9월 22일~)는 터키의 정치인이다. 언론인 출신으로, 아나돌루 대학교를 졸업하고 예니샤파크(Yeni Şafak)지에서 기자로 활동했다. 2011년 6월 정의개발당 소속으로 국회의원에 선출되었고, 2014년 8월 아흐메트 다부톨루 내각의 부총리로 당선되었다.

## 같이 보기
- 인민민주당 (튀르키예)